# Fernando Prestes
Fernando Prestes is een gemeente in de Braziliaanse deelstaat São Paulo. De gemeente telt 5.312 inwoners (schatting 2009).

## Aangrenzende gemeenten
De gemeente grenst aan Ariranha, Cândido Rodrigues, Itápolis, Monte Alto, Santa Adélia en Taquaritinga.